# 1268
Cette page concerne l'année 1268  du calendrier julien.
L'année 1268 est une année bissextile qui commence un dimanche.

## Événements
- 18 janvier[1] : des envoyés des Mongols se présentent à Dazaifu[2], un port du nord du Kyushu, au Japon. Les Hōjō les renvoient sans aménité. L’année suivante, les officiels du bakufu se moquent des envoyés Mongols.
- 7 mars : le sultan reprend Jaffa aux croisés[3].
- 19 mai : Baybars reprend Antioche, dont la population est massacrée ou réduite en esclavage[3].
- 27 mai : trêve entre Baybars et les croisés[4].
- 29 octobre[5] : la mort du roi de Jérusalem Conradin ranime les querelles dynastiques. Hugues III de Chypre, régent du royaume depuis 1264, voit ses droits à la couronne reconnus par les barons, mais contestés par Marie d'Antioche, qui vend les siens à Charles Ier d'Anjou (1277). Dès la fin de l’année, des rumeurs circulent selon lesquelles le roi de France se prépare à revenir en Orient à la tête d’une puissante armée.

- En Chine, début du siège de Fancheng et de Xiangyang au Hubei par Kubilai Khan (fin en 1273)[6]. Le capitaine ouïgour Arik-kaya emploie lors du siège des forteresses chinoise des ingénieurs du Turkestan, spécialement instruits dans la poliorcétique, grâce auxquels les Mongols peuvent s’emparer de citadelles réputés imprenables[7].
- Début de l'unification de l'île de Java par Kritanagara le roi de Singhasari (jusqu'en 1292)[8].

### Europe
- Rédaction du Livre des métiers par Étienne Boileau, prévôt de Paris à la fin du règne de saint Louis. Ce livre est le premier grand recueil de règlements sur les métiers parisiens. Il a servi de modèle à la structuration des communautés de métiers à la fin du Moyen Âge.
- 4 avril : trêve pour cinq ans signée à Constantinople entre la république de Venise et Michel VIII Paléologue, ratifié à Venise le 30 juillet suivant[9]. La république de Gênes continue la guerre. Les Vénitiens réapparaissent à Constantinople où il ne possèdent pas de quartiers propre. Les Génois, trop remuants, sont exclus de la ville elle-même et établi dans le faubourg de Péra-Galata.
- 24 juillet : Conradin entre à Rome[10].
- Août : assaut de Charles Ier d’Anjou contre le royaume de Sicile. La prédication de la croisade en Toscane amène de nouvelles recrues au prince français et le pape décrète une croisade spéciale contre quiconque entraverait sa marche à travers l’Italie.
- 23 août : victoire de Charles d’Anjou à la bataille de Tagliacozzo puis en Sicile sur le dernier des Hohenstaufen Conradin[11]. Il impose un dur régime aux pays conquis.
- Septembre : retour à Paris de Thomas d'Aquin qui se trouve impliqué dans une controverse avec le philosophe français Siger de Brabant chef de file des philosophes averroïstes qui affirment l’indépendance de la philosophie vis-à-vis de la Révélation. Thomas soutient que les vérités de foi sont parfaitement compatibles avec les vérités de l’expérience sensorielle, telles que les expose Aristote, et qu’elles se complètent mutuellement. Certaines vérités, comme celle du mystère de l’incarnation, ne peuvent être connues que par la révélation ; d’autres, comme celle de la composition des choses matérielles, que par l’expérience ; d’autres encore, comme celle de l’existence de Dieu, sont connues indifféremment par l’une ou l’autre[12].
- 29 octobre : Conradin est exécuté à Naples[5].
- 18 novembre : Charles Ier d’Anjou épouse Marguerite de Bourgogne-Tonnerre à Trani[13].
- 29 novembre : mort du pape Clément IV ; le Saint-Siège reste vacant deux ans neuf mois et un jour, Grégoire X n'est élu à Viterbe que le 1er septembre 1271[14].

## Décès en 1268

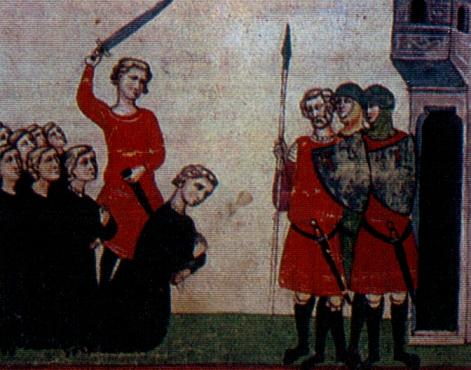
29 octobre : exécution de Conradin.